# Список лідерів кінопрокату України 2018
Список лідерів кінопрокату України 2018 містить анотоване перерахування лідерів бокс-офісу України для фільмів, що вперше вийшли в український кінопрокат протягом календарного року 2018 та які за всю свою прокатну історію в Україні зібрали суму у понад $1 млн. 
Список включає збори, зароблені фільмами під-час продажу квитків у кінотеатрах; прибуток від VHS/DVD/Blu-Ray/Video-on-demand, показу на ТБ тощо не враховується. Суми вказуються у доларах США і не враховують інфляцію. Якщо не вказано іншого джерела, суми касових зборів наведені за даними сайту Box Office Mojo.
| #  | Назва фільму                               | Країна                        | Збори в Україні, $ |
| -- | ------------------------------------------ | ----------------------------- | ------------------ |
| 1  | Аквамен                                    | США                           | 4 020 880          |
| 2  | Месники: Війна нескінченності              | США                           | 3 654 152          |
| 3  | Веном                                      | США                           | 3 565 077          |
| 4  | Фантастичні звірі: Злочини Ґріндельвальда  | США, Велика Британія          | 3 227 922          |
| 5  | Ґрінч                                      | США                           | 2 709 247          |
| 6  | Я, ти, він, вона                           | Україна                       | 2 693 044          |
| 7  | Монстри на канікулах 3                     | США                           | 2 656 757          |
| 8  | Дедпул 2                                   | США                           | 2 441 707          |
| 9  | Чорна пантера                              | США                           | 2 203 288          |
| 10 | Світ Юрського періоду 2                    | США                           | 2 056 553          |
| 11 | Богемна рапсодія                           | США, Велика Британія          | 2 035 310          |
| 12 | П'ятдесят відтінків свободи                | США                           | 2 030 849          |
| 13 | Скажене весілля                            | Україна                       | 1 966 105          |
| 14 | Мег                                        | США                           | 1 761 406          |
| 15 | 8 подруг Оушена                            | США                           | 1 572 537          |
| 16 | Місія неможлива: Фолаут                    | США                           | 1 465 246          |
| 17 | Пригоди Паддінгтона 2                      | США, Франція, Велика Британія | 1 430 493          |
| 18 | Викрадена принцеса: Руслан і Людмила       | Україна                       | 1 377 672          |
| 19 | Людина-мураха та Оса                       | США                           | 1 373 800          |
| 20 | Тихоокеанський рубіж: Повстання            | США                           | 1 303 019          |
| 21 | Бамблбі                                    | США                           | 1 269 491          |
| 22 | Суперсімейка 2                             | США                           | 1 263 430          |
| 23 | Першому гравцю приготуватися               | США                           | 1 235 151          |
| 24 | Кролик Петрик                              | США, Австралія                | 1 154 241          |
| 25 | Альфа                                      | США                           | 1 147 365          |
| 26 | Розкрадачка гробниць: Лара Крофт           | США                           | 1 101 199          |
| 27 | Червоний горобець                          | США                           | 1 094 463          |
| 28 | Той, що біжить лабіринтом: Ліки від смерті | США                           | 1 014 862          |